# 2008年夏季奥林匹克运动会几内亚比绍代表团
2008年夏季奥林匹克运动会幾內亞比紹代表团参加了2008年8月8日至24日在中国北京主办的第29届夏季奥运会。代表团包括3位参赛者，分別參與兩個項目。

## 田徑
- Holder Silva
- Domingas Togna

## 摔跤
- 奧古斯托·米達納